# Исаак (Мокринский)
Архимандрит Исаак (в миру Иван Дмитриевич Мокринский; 1642, Тобольск — 11 [22] декабря 1724, Далматовский Успенский монастырь, Сибирская губерния) — первый настоятель (1666—1667, 1679—1689, с 1693, с 1702 — архимандрит) Далматовского Успенского монастыря, автор «Известия об основании Далматовского монастыря». Сын основателя монастыря преподобного Далмата Исетского.

## Биография
Иоанн (Иван) Мокринский родился в семье сына боярского Дмитрия  Ивановича Мокринского в 1642 году, или в городе Тобольске Тобольского уезда Тобольского разряда, ныне город — административный центр городского округа Тюменской области или в Вагайском остроге того же уезда и разряда, ныне село Вагай — административный центр Первовагайского сельского поселения и Вагайского района Тюменской области. В документах 1628 года Дмитрий Мокринский упоминается как тобольский городничий, а в 1633 году — как приказчик в Вагайском остроге. В 1642 (1643) году Дмитрий Мокринский оставил семью и принял монашеский постриг в Невьянском Богоявленском монастыре, а около 1644 года основал свой монастырь в месте впадения реки Течи в реку Исеть.
В Переписной книге переписи по московскому списку дворянина Андрея Иванова сын Парфентьева, датируемой ноябрём 1710 года сказано: «В первой ограде келья а в ней живет церкви Успения Пресвятыя Богородицы архимандрит Исаак сказал себе от роду 68 лет».
Иван Мокринский проживал в городе Тобольске Тобольского уезда Тобольского разряда Русского царства.
Около 1650 года он овдовел и принял монашеский постриг вероятно в Знаменском монастыре Тобольска. Узнав о сожжении Далматовского Успенского монастыря войском сибирского царевича Девлет-Гирея и калмыками в сентябре 1651 года переехал к отцу. Более десяти лет был чтецом. Если датировка переписи Парфентьева и указанный в ней возраст верны, то в 1651 году овдовевшему монаху Исааку было 8—10 лет. Возможно имеется ввиду набег башкир под руководством Сары Мергена в 1662 году, тогда Исааку было 19—20 лет.[уточнить]
В 1666 году рукоположен во иеромонаха, через год возведён во игумены. На месте чтеца Исаака сменил его духовный сын Афанасий (Любимов) (будущий архиепископ Холмогорский и Важеский).
По закладной 1668/1669 года Далматовский монастырь получил земли тюменских ясачных татар Емельцая Бурашева «с товарищи» на земли по реке Тече, на которой было устроено Теченское поселье.
Около 1668—1669 гг. за связь со старообрядцами Исаак был отстранен от игуменства. В 1675 году он был назначен строителем Далматовского монастыря с правом исповедовать своих духовных детей и совершать отдельные службы. В августе 1677 года «за церковные вины» вместе с Афанасием (Любимовым) был сослан Енисейский Спасо-Преображенский монастырь. Через год они оба были возвращены в Далматовский монастырь. 31 июля 1679 года митрополит Павел назначил игуменом Исаака, оставив временно Афанасия (Любимова) в сане «черного попа». Исаак был лишён права совершать богослужения и исповедовать мирян. Исаак дважды (в 1679 и 1682 годах) посылали увещевать крестьян-старообрядцев, собиравшихся устроить массовое самосожжение.
3 (13) февраля 1682 года Далматовский монастырь исходатайствовал у тобольского воеводы князя Алексея Андреевича Голицына земли на реке Железенке (Каменке), где было организовано Железенское поселье, специализировавшееся на железоделательном промысле. В 1699 году оно было забрано в казну и на его основе устроен государственный Каменский завод, давший впоследствии начало городу Каменску-Уральскому.
В 1685 году с Исаака были сняты все прещения с условием «с раскольниками раскола не говорил, а помнил совесть свою». В 1689—1690 годах настоятелем монастыря был архимандрит Тихон, затем Исаак вновь стал настоятелем монастыря.
В 1694—1695 годах игумен Исаак (Мокринский) сопровождал в поездке по епархии митрополита Сибирского и Тобольского Игнатия (Римского-Корсакова), во время которой были обретены мощи праведного Симеона Верхотурского. Исаак с прочими клириками совершил освидетельствование мощей и опросил жителей о случаях чудесных исцелений и сделал доклад архиерею.
В 1702 году он был возведён в сан архимандрита и в рамках централизацией церковного управления в Сибири кроме управления Далматовским монастырём ему были подчинены Тюменский Преображенский, Рафаилов, Николаевский Верхотурский, а позднее и Невьянский Богоявленский монастыри.
При Исааке монастырь расширил свои владения, велось каменное строительство, пополнялась монастырская библиотека. Между 1708 и 1711 годами Исааком было написано «Известия об основании Далматовского монастыря». В нём кроме рассказа о преподобном Далмате Исетском и основании им монастыря содержится перечень и характеристики всех монастырских земель. Имея характер исторической повести, «Известие» испытало сильное влияние агиографической литературы. Кроме «Известия» Исаак является автором нескольких челобитных царям по разным поводам. Их отличает включение в каждую краткой истории Далматовского монастыря с акцентом на бедствиях и трудностях братии. В 1691 году в Далматовском монастыре проживало 27 человек, в 1722 году — 41 человек, в основном выходцы из крестьян и служилого сословия. В 1683 году в вотчине монастыря было 70 крестьянских дворов, в которых проживало 243 человек мужского пола, в 1719 году монастырь имел 1 село (Николаевское, ныне город Далматово, с 1651) и 12 деревень (Нижний Яр, с 1660; Верхний Яр, с 1670; Ключевское, с 1680; Широковское, с 1680 и др.), где числилось 1309 человек.
Архимандрит Исаак умер 11 (22) декабря 1724 года и похоронен в Далматовском Успенском монастыре Тобольского уезда Тобольской провинции Сибирской губернии, ныне монастырь находится в городе Далматово — административном центре Далматовского муниципального округа Курганской области.